# Modlitwa (singel)
Modlitwa – drugi singiel zespołu Łzy, który jest pierwszym singlem z albumu W związku z samotnością. Muzykę i słowa stworzył Adam Konkol. 
Singel promował zarówno piosenkę Modlitwa, jak i utwór Narcyz się nazywam, do którego nakręcono teledysk. Piosenka ta dotarła do 2 miejsca na telewizyjnej liście 30 TON. Była także w czołówce notowań list przebojów wielu rozgłośni radiowych.

## Spis utworów
1. Modlitwa - dziękuję 3:22
2. Narcyz się nazywam 4:41
3. Narcyz się nazywam (cyberstudio) 4:41

Pierwsze dwa utwory pochodzą z sesji nagraniowej albumu zrealizowanej przez Grzegorza Kubka w studio Deo Recording w Wiśle. Trzeci pochodzi z wcześniejszej sesji nagraniowej zrealizowanej przez Grzegorza Kubka w cyberstudio w Katowicach.